# Musée Mokhtar
Le musée Mokhtar est un musée égyptien situé au Caire.

## Description
Le musée abrite les sculptures de Mahmoud Mokhtar (10 mai 1891-28 mars 1934), considéré comme le père de la sculpture égyptienne moderne.
La décision d'avoir un musée pour rendre hommage à Mokhtar a été prise en 1938 ) ma suite des appels lancés par Huda Sharawi et autres personnalités culturelles égyptiennes. Néanmoins et à la suite du déclenchement de la deuxième guerre mondiale, le musée est inauguré officiellement en 1962 dans le jardin El Horreya d’El guizira au Caire.
Le bâtiment du musée a été conçu par l'architecte et designer égyptien Ramsès Wissa Wassef.
En 1984 le musée comprend 79 statues , 8 panneaux de sculpture et 3 maquettes. Parmi les pièces maitresses du musée, le buste de Saad Zagloul, la statue de la porteuse de la jarre, la statue de Sheikh El balad.
Le musée abrite aussi la tombe du sculpteur.